# Hagbyhöjden
Hagbyhöjden est une localité de Suède dans la commune d'Österåker située dans le comté de Stockholm.
Sa population était de 479 habitants en 2010.